# Жанмер, Зизи
Зизи Жанмер (фр. Zizi Jeanmaire), настоящее имя — Рене Марсель Жанмер (фр. Renée Marcelle Jeanmaire; 29 апреля 1924, Париж — 17 июля 2020, Толошна, Швейцария) — французская балерина, актриса, певица.

## Биография
Училась в балетной школе театра Гранд-Опера. В 1939 году дебютировала в кордебалете этого театра. Среди наиболее ярких балетных работ — Кармен в лондонской постановке Ролана Пети (1949).
В 1954 году Жанмер дебютировала в главной роли на Бродвее в комедийном мюзикле «Девушка в розовом трико». Мюзикл не был успешным, и по словам тогдашней прессы смог продержаться 115 шоу только благодаря интересу публики к Зизи. После 1954 года выступала также как певица мюзик-холла, драматическая актриса, актриса кино. Снималась у Чарльза Видора, Жана Деланнуа и Теренса Янга, иногда играла на Бродвее. Костюмы для ревю Жанмер создавал Ив Сен-Лоран.

## Личная жизнь
В 1954 году вышла замуж за Ролана Пети. Их брак продлился до смерти Пети в 2011 году. Их дочь, Валентина Пети, также стала актрисой и танцовщицей.

## Избранная фильмография
- 1957 — Очаровательные парни / Charmants Garçons

## Память
Зизи Жанмер посвящён документальный фильм режиссёра Миши Скорера «Zizi je t’aime» (1998).

## Интересные факты
- Фанатичным поклонником Жанмер был Джозеф Корнелл: он собирал вырезки статей о ней, её афиши, фотографии, хранил её автограф, посвятил ей свою работу La Lanterne Magique du Ballet Romantique.
- Зизи Жанмер упоминается в романе Ивана Ефремова «Лезвие Бритвы».
- Её самый известный номер — Mon Truc en Plumes — на открытии Олимпиады 2024 в Париже повторила Леди Гага[12].